# Nuoto ai XVI Giochi del Mediterraneo - 100 metri stile libero femminili

## Record
Prima di questa competizione, il record del mondo (WR) e il record dei Giochi del Mediterraneo (GR) erano i seguenti:
|    | 52"56 | Britta Steffen Germania | 27 giugno 2009 Berlino, Germania |
| GR | 55"46 | Céline Couderc Francia  | 26 giugno 2005 Almería, Spagna   |

Durante la finale della staffetta 4×100 m stile libero femminile, in prima frazione, la francese Malia Metella ha stabilito il nuovo GR:
| Data      | Evento | Atleta        | Nazione | Tempo | Record |
| --------- | ------ | ------------- | ------- | ----- | ------ |
| 27 giugno | Finale | Malia Metella | Francia | 54"72 | GR     |

## Batterie
Lunedì 29 giugno, ore 10:00 CEST.
Si sono svolte 4 batterie di qualificazione. Le prime 8 atlete si sono qualificate direttamente per la finale. Mylene Lazare rinuncia a disputare la finale, prende il suo posto la prima delle inizialmente escluse, Andjelka Petrovic.
| #  | Batteria | Corsia | Atleta                  | Nazionalità | Tempo   | Note |
| -- | -------- | ------ | ----------------------- | ----------- | ------- | ---- |
| 1  | 3        | 4      | Maria Fuster Martinez   | Spagna      | 56"11   | Q    |
| 2  | 2        | 6      | Anna Stylianou          | Cipro       | 56"18   | Q    |
| 3  | 3        | 3      | Laura Fernandez         | Spagna      | 56"35   | Q    |
| 4  | 3        | 5      | Erica Buratto           | Italia      | 56"39   | Q    |
| 4  | 4        | 2      | Theodora Drakou         | Grecia      | 56"39   | Q    |
| 6  | 4        | 6      | Alice Carpanese         | Italia      | 56"44   | Q    |
| 7  | 4        | 5      | Mylene Lazare           | Francia     | 56"45   | Q    |
| 8  | 4        | 3      | Miroslava Najdanovski   | Serbia      | 56"57   | Q    |
| 9  | 2        | 2      | Andjelka Petrovic       | Serbia      | 56"78   |      |
| 10 | 2        | 3      | Nina Sovinek            | Slovenia    | 56"81   |      |
| 11 | 3        | 6      | Eleni Kosti             | Grecia      | 56"93   |      |
| 12 | 2        | 4      | Hanna Shcherba-lorgeril | Francia     | 57"01   |      |
| 13 | 4        | 7      | Nina Drolc              | Slovenia    | 57"25   |      |
| 14 | 2        | 1      | Magali Rousseau         | Francia     | 57"75   |      |
| 15 | 3        | 7      | Burcu Dolunay           | Turchia     | 57"76   |      |
| 16 | 2        | 5      | Elodie Schmitt          | Francia     | 57"85   |      |
| 17 | 3        | 2      | Monika Babok            | Croazia     | 57"86   |      |
| 18 | 4        | 1      | Zeineb Khalfallah       | Tunisia     | 58"02   |      |
| 19 | 2        | 7      | Fella Bennaceur         | Algeria     | 58"42   |      |
| 20 | 3        | 1      | Rania Pavlou            | Cipro       | 59"13   |      |
| 21 | 1        | 4      | Clelia Tini             | San Marino  | 1'00"22 |      |
| 22 | 4        | 8      | Shahrazad Ramond        | Marocco     | 1'02"11 |      |
| 23 | 1        | 5      | Zineb El Hazzaz         | Marocco     | 1'02"45 |      |
| 24 | 1        | 3      | Laila Kamal Farhat      | Libia       | 1'07"67 |      |

## Finale
Lunedì 29 giugno, ore 18:00 CEST.
| Posizione | Corsia | Atleta                | Paese  | Tempo | Note |
| --------- | ------ | --------------------- | ------ | ----- | ---- |
|           | 1      | Miroslava Najdanovski | Serbia | 55"09 |      |
|           | 2      | Theodora Drakou       | Grecia | 55"65 |      |
|           | 4      | Maria Fuster Martinez | Spagna | 55"80 |      |
| 4         | 3      | Laura Fernandez       | Spagna | 55"84 |      |
| 5         | 6      | Erica Buratto         | Italia | 56"04 |      |
| 6         | 5      | Anna Stylianou        | Cipro  | 56"26 |      |
| 7         | 7      | Alice Carpanese       | Italia | 56"48 |      |
| 8         | 8      | Andjelka Petrovic     | Serbia | 56"73 |      |